# Christian Hollander
Christian Janszoon Hollander was een Nederlandse componist, zanger en kapelmeester uit de 16e eeuw.
Musicologen door de eeuwen heen hebben geprobeerd een beeld van zijn leven te krijgen, maar raakten steeds verstrikt in een verwarring ontstaan door de uitgifte van twee motetten door Tielman Susato, waarbij verwarring ontstond met Jean de Hollande. Men dacht dat het om broers, neven etc. zou gaan. Latere inzichten wezen meer op vader (Jean) en zoon (Christian), maar de overeenkomst in achternaam zou ook gewoon toeval kunnen zijn. Ook verwarring met Sebastiaan de Hollander uit dezelfde periode komt voor.
Christian zou rond 1510 geboren/gedoopt zijn in Dordrecht. Op 1 juni 1549 duikt zijn naam op als meesterzanger/kapelmeester in de Sint-Walburgakerk te Oudenaarde. Hij heeft daar tot 1557 gewerkt, toen gebrek aan financiën hem noopte te vertrekken ("Christian Janszoon, gezeid de Hollandere, wordt afgedankt ten jare 1557"). Een volgend teken van leven werd gevonden in 1557 als in de kofkapel van Keizer Ferdinand I in Innsbruck een “perceptor der musica aus Niederlandt” aantreedt. Hollander is erbij als het orkest Florence aandoet in dat jaar. Hij zou bij dat gezelschap blijven tot aan de door van Keizer Ferdinand in 1564 en keerde toen terug naar Nederland. Hij vond in datzelfde jaar echter een aanstelling bij de kapel van Ferdinand II van Tirol, zoon van Ferdinand I, dan verblijvend in Praag. Hij had toen al de reputatie van beroemd musicus en componist. In 1568 mag hij samen met vrouw en vriend Johann Pühler een reis naar Neurenberg ondernemen. Pühler zou hem daar hebben geholpen om 200 motetten te (laten (drukken) waaronder de verzameling "Newe teutsche geistliche und weltlicher liedlein". Zij deden ook München aan. Hij stierf in de eerste helft van 1569; zijn weduwe kreeg vanaf 14 juli van dat jaar pensioen uitgekeerd. In dat jaar schreef Gerard de Roo twee gedichten te herdenking aan Hollander. Rond die tijd nam Cosimo Bartoli hem op in zijn "Ragionamenti accademici" (Christiano Olana), gedrukt in Antwerpen.
De aan hem toegeschreven werken laten hem zien als volgeling van Jacobus Clemens non Papa en/of Thomas Crécquillon van de Franco-Vlaamse School. Zijn werklijst bestaat uit missen, motetten en liederen met uitgifteplaatsen als Antwerpen, Neurenberg en Venetië.
- CiNii: DA13183887
- Gemeinsame Normdatei: 129224170
- International Standard Name Identifier: 0000 0000 5521 3194
- Library of Congress Control Number: no95016003
- MusicBrainz: 73064c79-0d99-4318-b759-048f73434dff
- Nationale Bibliotheek van Tsjechië: xx0240573
- Nationale Bibliotheek van Israël: 987012597960505171
- Nederlandse Thesaurus van Auteursnamen: 292140193
- Système universitaire de documentation: 161509223
- Virtual International Authority File: 51271110
- WorldCat: E39PBJdRvx38y4T3dX8bddY9Dq